# Embekka Devalaya
Embekka Devalaya est un temple du Sri Lanka, qui se situe dans une zone connue sous le nom de Medapalata Korale d'Udunuwara dans le district de Kandy à environ 7 - 8 km (5 miles) de Pilimathalawa à Embekka sur la route principale qui relie Colombo à Kandy. Ce temple vieux de plus de six siècles a été construit sous le règne du roi Wickremabahu III (1371-1394) de Gampola.

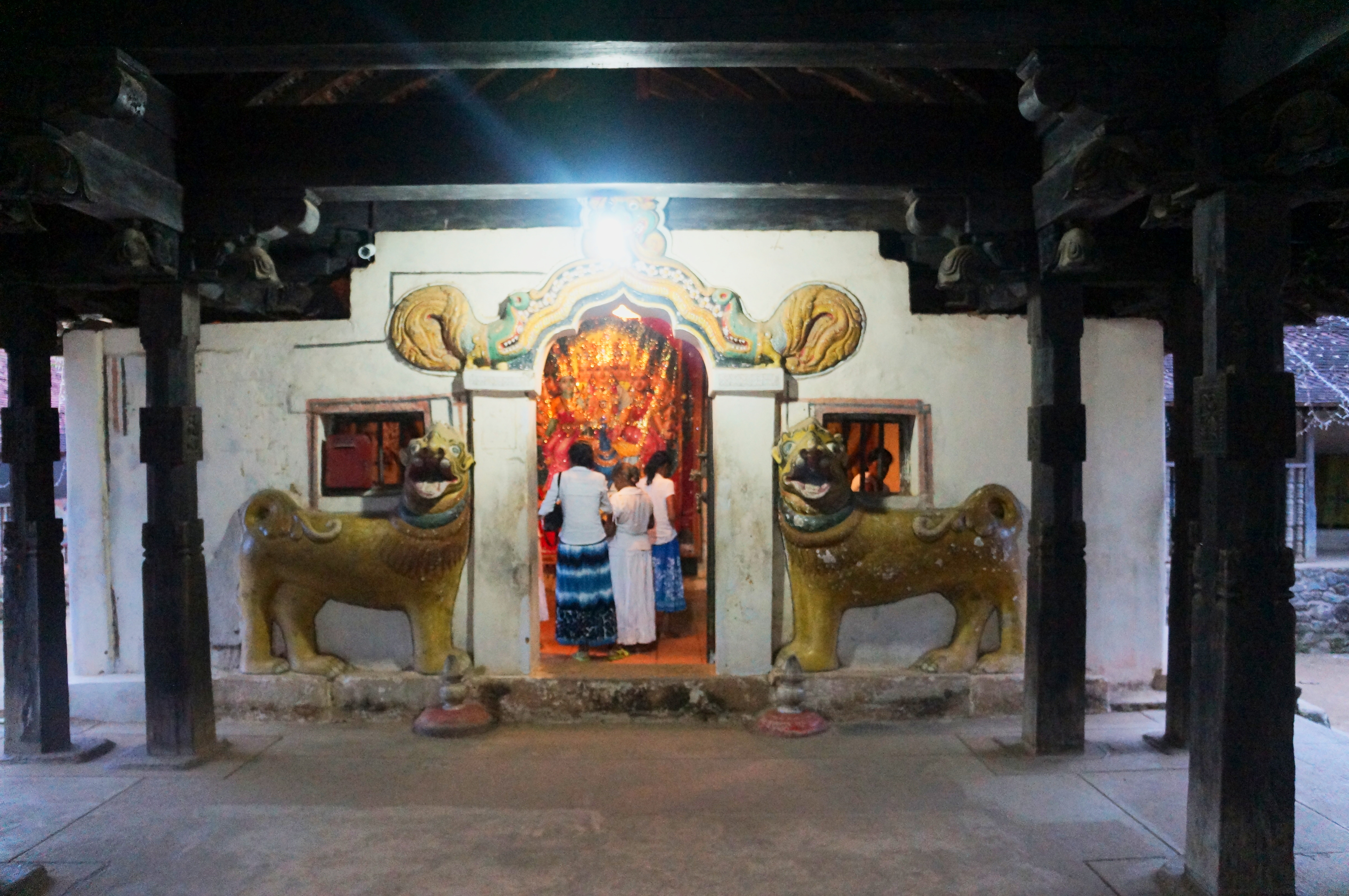
Embekka Devalaya

## Historique
Dans le sud de l'île, un batteur de tambour nommé Rangama, qui souffrait d'une incurable maladie cutanée fut guéri après avoir visité le temple de Kataragama Devalaya. En signe de gratitude, il promit au dieu Kataragama de visiter le temple tous les ans afin de lui rendre hommage. L'âge avançant lui rendait la tache de plus en plus difficile, aussi le dieu lui demanda de trouver un endroit miraculeux afin qu'il puisse continuer d’honorer la promesse faite. Il se trouve que dans le jardin royal poussait un arbre qui saignait, chaque fois que quelqu'un tentait de le couper. La légende précise que la reine Henakanda Biso Bandara fut réveillée, une nuit par un rêve étrange, dans lequel le dieu lui est apparu en demandant de construire un temple. Ce rêve fut considéré comme un présage, quand il fut constaté que le batteur avait fait le même songe. Le temple fut construit et développé par le roi Wickramabahu en un complexe plus vaste visité par des milliers de fidèles encore aujourd'hui.
Ce temple est dédié au dieu Kârttikeya (Murugan) chez les hindous, appelé « Kataragama deviyo » par les bouddhistes. À l'origine, le temple comportait trois étages, qui malheureusement se sont éboulés avec les intempéries. Le temple est orné de boiseries sculptées, classées par l'UNESCO parmi les meilleures et les plus détaillées du monde.

## Structure
La caractéristique de ce temple unique est qu'il est entièrement réalisé en bois, y compris la toiture qui a sa propre conception. Les chevrons sont fixés ensemble et maintenus en place par un « Madol Kurupawa », une sorte d'épingle géante qui existe nulle par ailleurs.

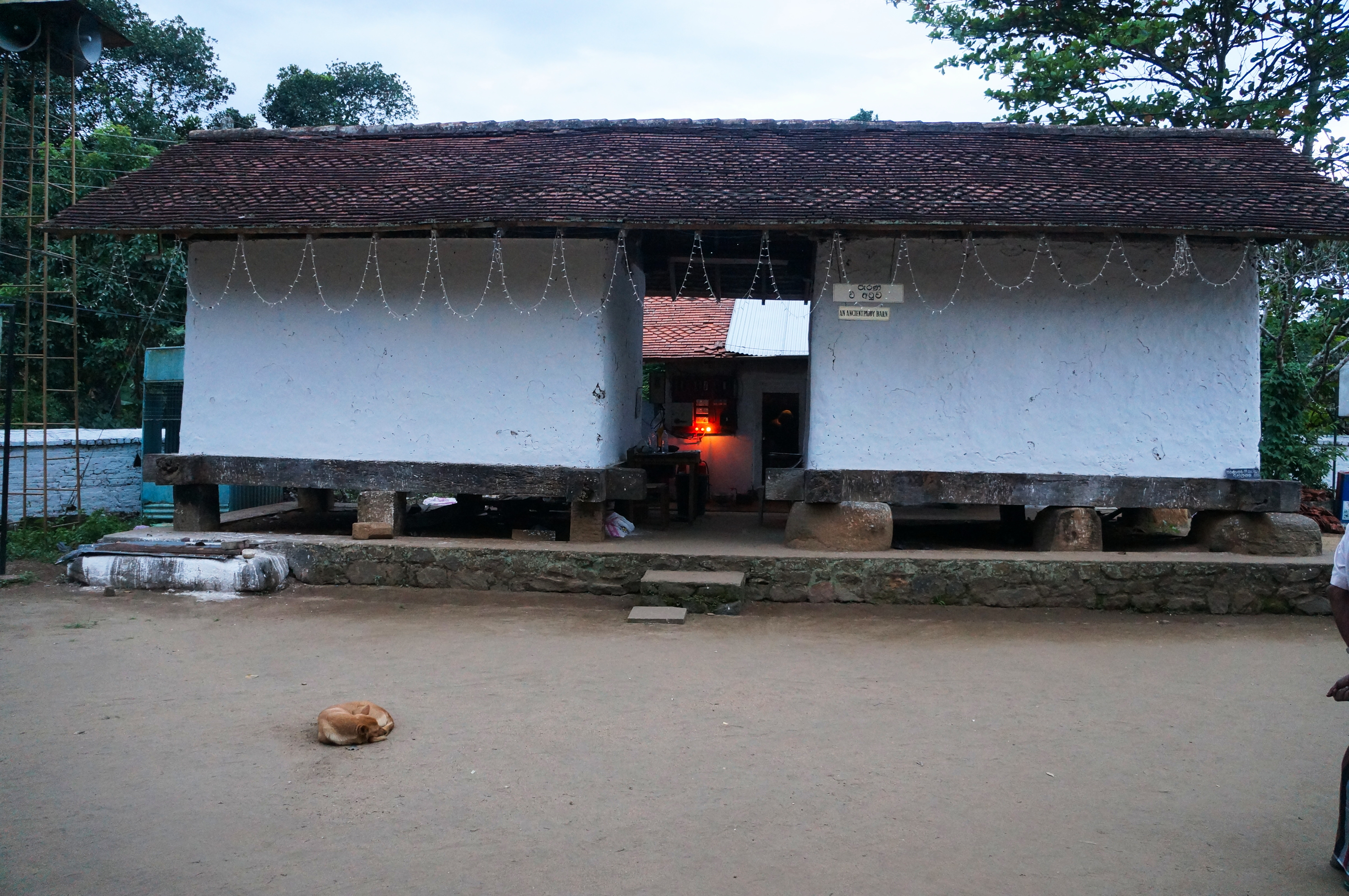
Embekka Devalaya

### Maha Devalaya
Le temple principal se subdivise en trois zones principales.
- le Sanctuaire de Garagha qui est le lieu où se trouve la sculpture sur bois de la divinité "Wedasitina Maligaya"
- le Dance Hall ou Digge représente les événements de la vie de la reine Henakanda Bandara.

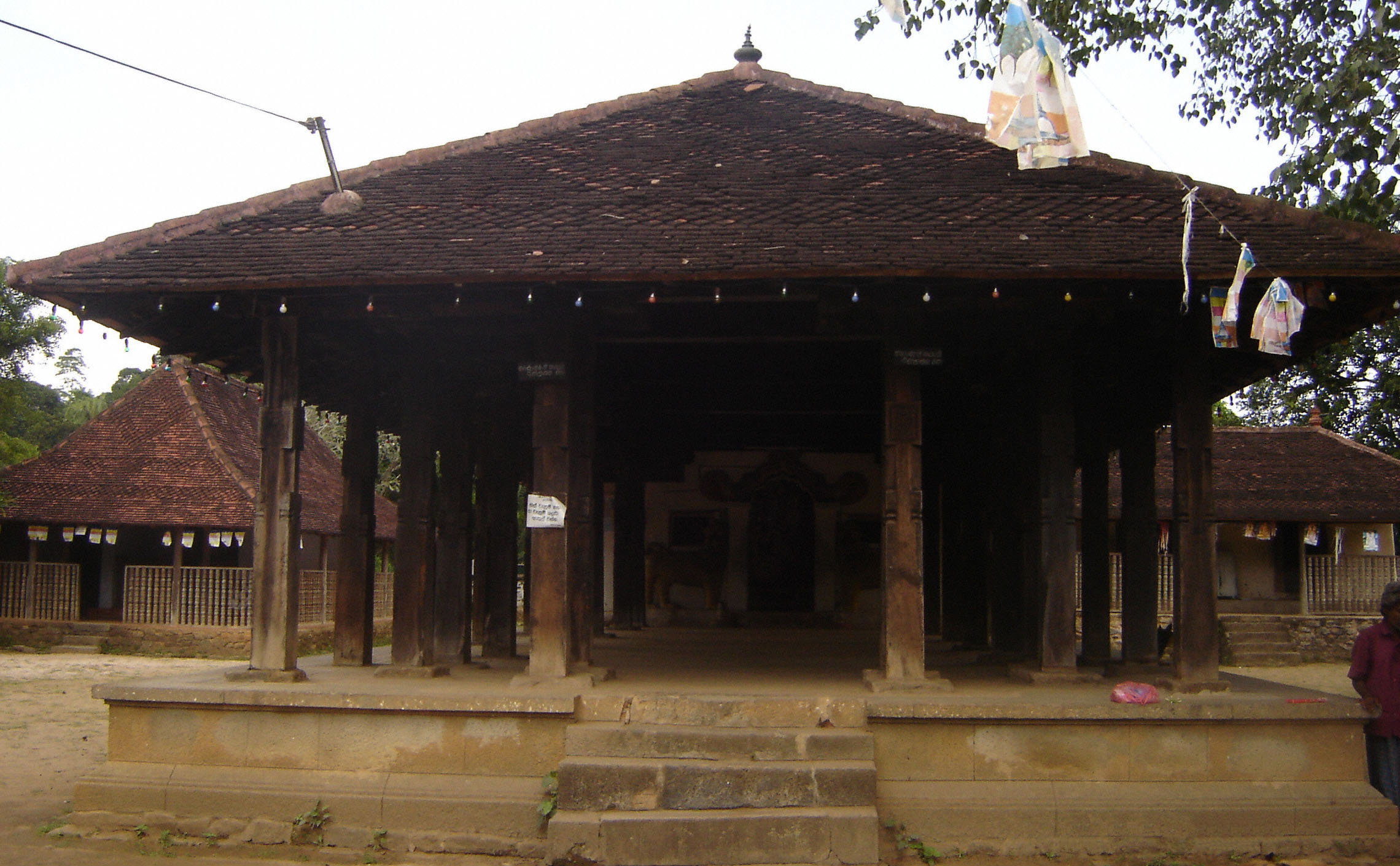
Drummers' Hall

- le Drummers' Hall (salle des batteurs), représente les événements musicaux de la vie du batteur Rangama. Il est admis qu'une partie du travail du bois utilisé provenait d'une salle d'audience royale abandonnée de Gampola.

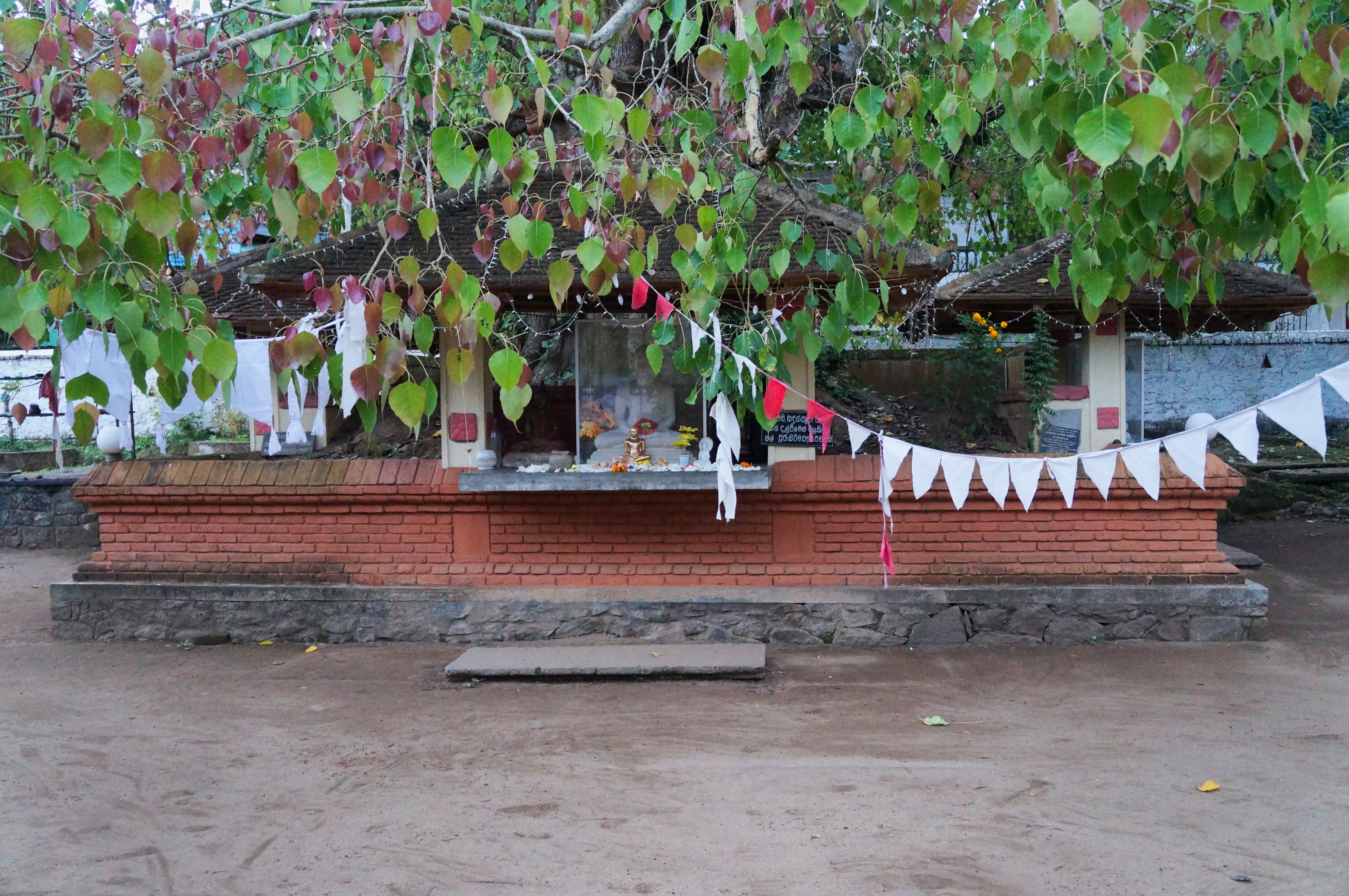
L'arbre "Bo" et les sanctuaires

### l'Antaralaya
Cette salle abrite de nombreux objets de valeur ayant une grande signification historique, notamment une paire de défenses d'éléphant offerte par le roi Wickramabahu, et le Kunama (palanquin) donné au roi Rajasinghe II par les Hollandais. À l'extérieur, se dresse un grand arbre Bo qui abrite plusieurs sanctuaires bouddhistes et hindous.

### Le Sandunkudama
C'est le lieu de stockage des objets sacrés pris dans la Perahera annuelle.

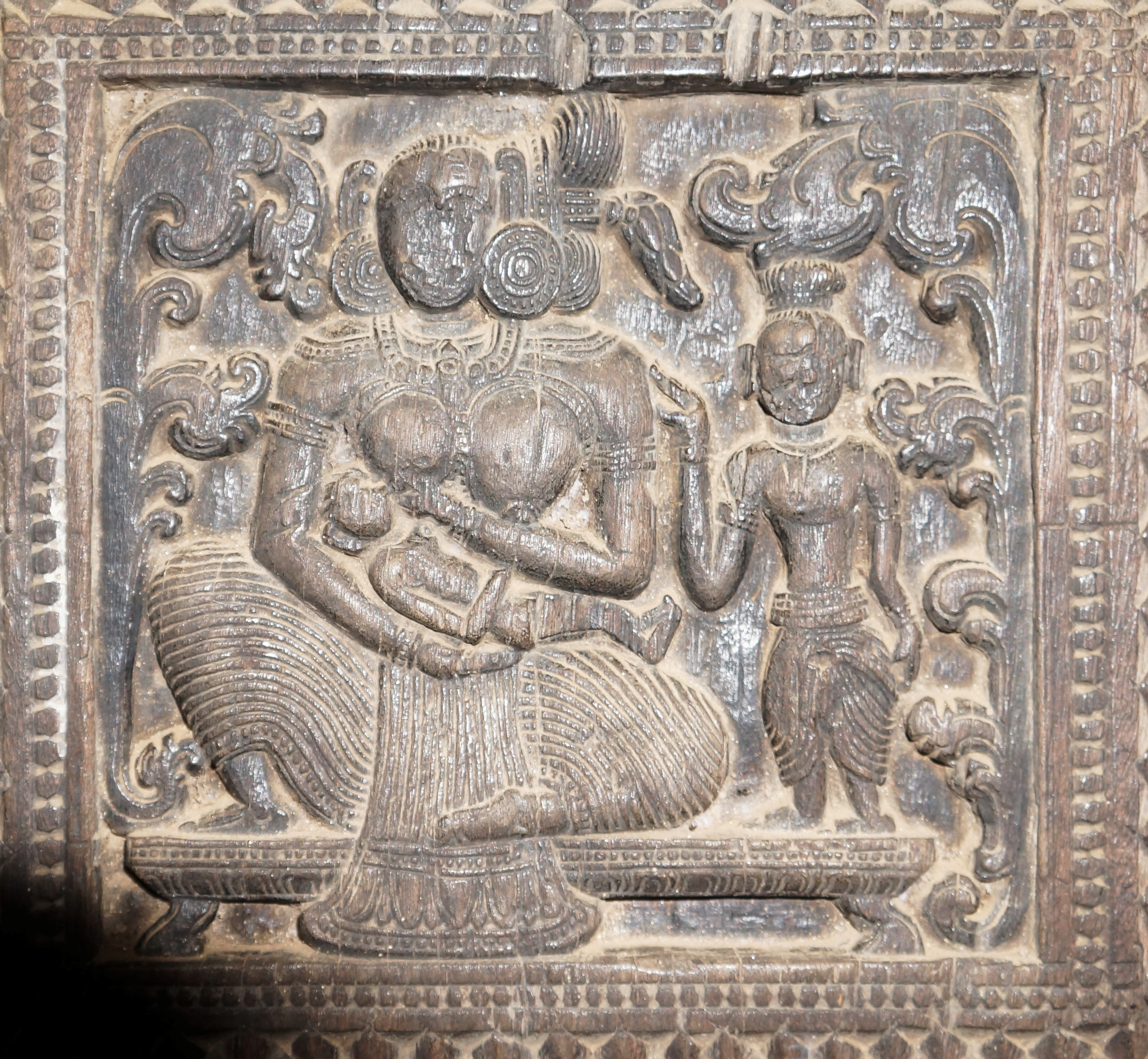
La nourrice d'Embekka Devalaya

## Les sculptures
Elles présentent des formes très intéressantes, l'une des plus reconnaissables étant la Hansa Puttuwa ou cygnes enlacés. D'autres incluent des conceptions de corde enlacée (Lanu Gataya), de visage d'éternuement (Kisimbi Muna), de travail de feston (Liyawala), d'images de divinité (Deva Ruwa), de faucon (Gijulihiniya) avec des aigles à deux têtes, nourrissant l'enfant, lutteurs, soldats combattant à cheval, oiseaux avec des figures humaines, etc. 
L'une des sculptures des plus singulières, est celle du tableau représentant un éléphant et un taureau entrelacés. Cette sculpture reflète, l'habileté du travail artistique réalisé. Ces belles sculptures sont l'œuvre d'une équipe d'artisans qualifiés dirigée par le maître artisan Delmada Mulacari, sous l'autorité du roi Wickramabahu lll .

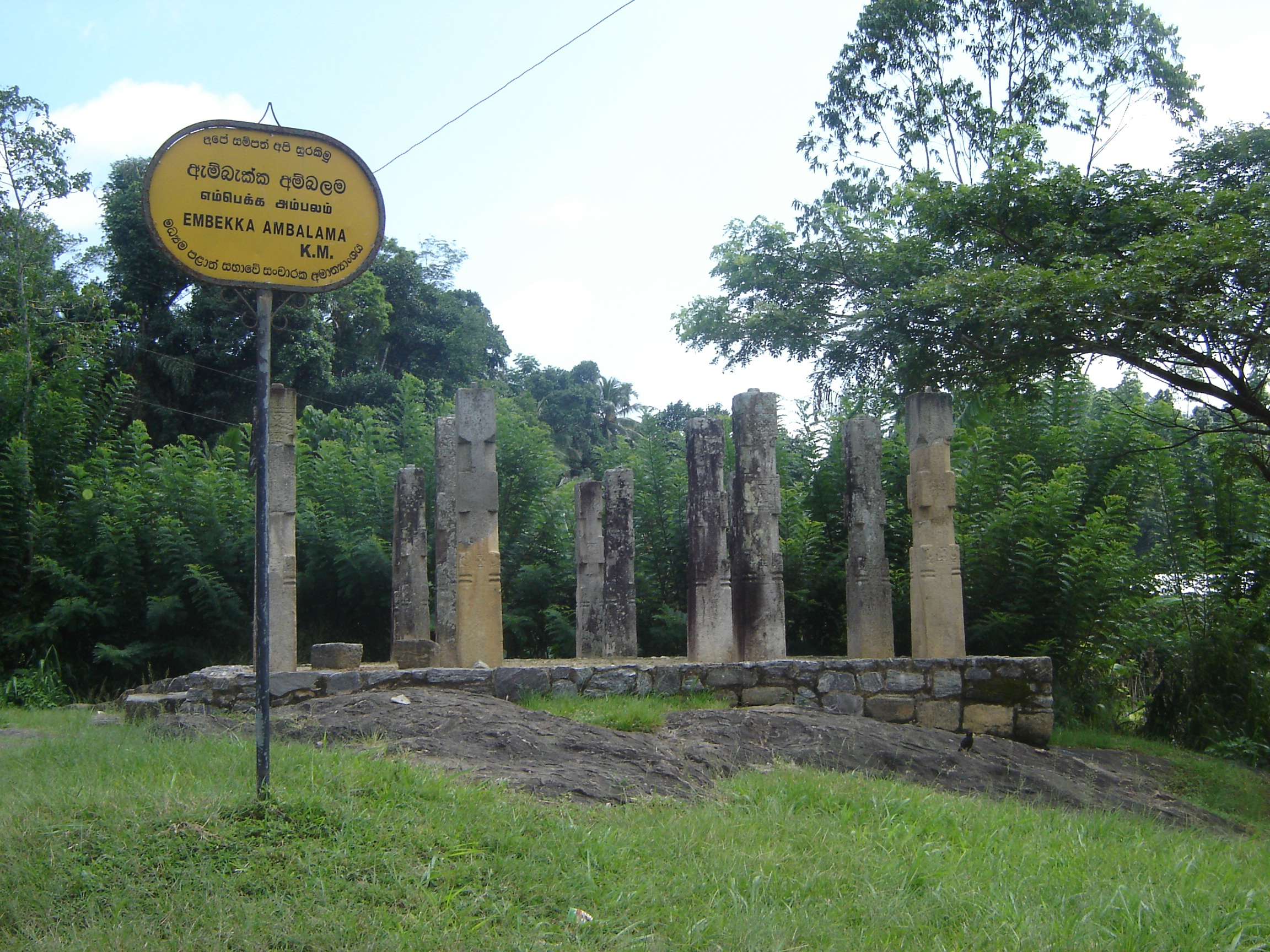
Ruines d'une ambalama

## L'Embekka Ambalama
À environ huit cents mètres du temple d'Embekke, les ruines d'une ambalama (abri pour pèlerins) sont encore visibles. Aussi connu sous le nom de Sinhasana Mandapaya, l'édifice, construit sur une plate-forme supportée par sept colonnes, s'étalait sur une aire de 27 pieds de long sur 22 pieds de large (environ 8 mètres sur 6,6 mètres). Il était destiné lors de la Perahera annuelle au roi et son entourage. De ce bâtiment, qui a souffert des ravages du temps, il ne subsiste que quelques piliers.